# Стефан Константинов (лекар)
 Тази статия е за българския лекар.  За българския революционер вижте Стефан Константинов.  
Стефан Константинов Константинов е български лекар и политик.

## Биография

### Ранен живот и образование
Роден е на 2 януари 1966 г. в гр. София. През 1989 г. завършва Медицинския университет в София, а през 1995 г. става акушер-гинеколог. Известно време работи в Тунис, между 1996 и 2002 г.

### Политическа кариера
В периода 2005 – 2008 г. е секретар на Районната колегия на Българския лекарски съюз. От 2008 до 2009 г. е председател на Районна колегия на Български лекарски съюз, а от 2009 до 2010 г. е заместник-председател на Управителния съвет на БЛС. На 6 октомври 2010 г. е назначен за министър на здравеопазването на мястото на подалата оставка проф. Анна-Мария Борисова.
На 13 март 2012 г. подава оставка от поста министър на здравеопазването пред министър-председателя Бойко Борисов, приемането и е оповестено на 15 март 2012 г. До оставката се стига след серия медийни атаки относно цените на лекарствата и задълбочаващ се конфликт с представители на управляващата партия (ГЕРБ) в Народното събрание относно ключови въпроси по отношение на реформите в здравеопазването.
Според Министерството на здравеопазването и публикуваното заявление за оставка от страна на д-р Стефан Константинов причината за напускане е липсата на подкрепа от страна на управляващата партия и възпрепятстване осъществяването на реформите, които биха довели до подобряване на здравеопазването.